# Stratos Perperoglou
Eustratios Perperoglou, detto Stratos (in greco Ευστράτιος "Στράτος" Περπέρογλου?; Drama, 7 agosto 1984), è un ex cestista greco.

## Palmarès

### Squadra
- Campionato greco: 4

Panathinaikos: 2007-08, 2008-09, 2009-10, 2010-11
- Campionato serbo: 1

Stella Rossa: 2018-19
- Coppa di Grecia: 3

Panathinaikos: 2007-08, 2008-09, 2011-12
- Coppa di Turchia: 1

Anadolu Efes: 2014-2015
- Supercoppa spagnola: 1

Barcellona: 2015
- Liga catalana: 2

Barcellona: 2015, 2016
- Eurolega: 3

Panathinaikos: 2008-09, 2010-11
Olympiakos: 2012-13
- Coppa Intercontinentale: 1

Olympiakos: 2013
- Lega Adriatica: 1

Stella Rossa Belgrado: 2018-19
- Supercoppa di Lega Adriatica: 1

Stella Rossa Belgrado: 2018

### Individuale
- Quintetto ideale della ABA Liga: 1

Stella Rossa Belgrado: 2018-19